# Miniu de plumb
Miniu de plumb, denumit și roșu de plumb sau roșu Saturn, este un pigment de sinteză, un oxid de plumb {\displaystyle PbO2.2PbO} de culoare roșu-oranj strălucitor. 
Se obține prin încălzirea ceruzei{\displaystyle PbO} la 4800 C. Are indice de ulei 5-6. are o bună putere de acoperire. Se usucă  bine cu 4-6% ulei de in (sort inferior) și cu 15% ulei de in (sort superior), dând o peliculă foarte dură, utilizat ca protecție anticorozivă exelentă. este foarte fin și poate exista în formă cristalină sau amorfă în funcție de condițiile de fabricație. are greutate specifică mare (8,8.9,0) și indice de refracție ridicat (2,46). Nu rezistă la acizi și baze concentrate și nu este stabil la lumină și la aer, tinzând să se transforme în dioxid de plumb PbO2 de culoare brun-închis, fenomen observat și pe picturile murale în frescă din România. Este compatibil cu toți pigmenții, chiar și cu cei pe bază de sulfuri, dacă nu conțin sulfuri libere. Are efect sicativ. 
Datorită toxicității lui, nu se mai folosește în pictură.